# Batocnema aldabrensis
Batocnema aldabrensis är en fjärilsart som beskrevs av Aurivillius 1909. Batocnema aldabrensis ingår i släktet Batocnema och familjen svärmare. Inga underarter finns listade i Catalogue of Life.